# Macrogyrus caledonicus
Macrogyrus caledonicus là một loài bọ cánh cứng trong họ van Gyrinidae. Loài này được Fauvel miêu tả khoa học năm 1867.